# 鈴木叶
鈴木 叶（すずき きょう、2006年3月21日 - ）は、静岡県掛川市出身のプロ野球選手（捕手）。右投右打。東京ヤクルトスワローズ所属。

## 経歴

### プロ入り前
小学校1年生の時に西山口野球少年団で野球を始める。掛川市立東中学校在学時は硬式野球のクラブチームである浜松南リトルシニアでプレーし、3年時は選抜大会、日本選手権でベスト8に進出した。
常葉大学附属菊川高等学校に進学し、正捕手と4番を務めた。3年春の第95回記念選抜高等学校野球大会に出場し、専大松戸との初戦（2回戦）では1安打に加え二盗を阻止するなど活躍したが、チームは敗れた。同年夏の静岡大会開幕2週間前に左手の有鈎骨を骨折し、打撃は右手のみでスイングせざるを得ない状況となった。同大会は準々決勝で東海大静岡翔洋に敗れた。高校通算21本塁打。
2023年10月26日に開催されたドラフト会議にて、東京ヤクルトスワローズから4位指名を受けた。11月23日、静岡・掛川市内のホテルで契約金3500万円、年俸550万円（金額はいずれも推定）で仮契約を結んだ。背番号は65。担当スカウトは中西親志。

### ヤクルト時代
2024年は、3月16日のオイシックス新潟アルビレックス・ベースボール・クラブとの二軍（イースタン・リーグ）開幕戦に6番・捕手で先発出場し、サヨナラ勝ちとなる適時打を含む3安打2打点の活躍で勝利に貢献した。20日の北海道日本ハムファイターズ戦では宮西尚生から公式戦初本塁打を記録した。一軍の捕手陣で古賀優大や内山壮真が離脱している中、正捕手の中村悠平も上半身のコンディション不良で登録抹消となった6月11日、代わって一軍初昇格となった。6月12日の福岡ソフトバンクホークス戦（みずほPayPayドーム福岡）で8番・捕手としてプロ初先発・出場。鈴木はこの日時点での年齢が18歳2か月であり、これは球団史上3番目の年少記録であった。また、セ・リーグ全体で見ても捕手として最年少の先発出場、球団としては1954年の阿井利治以来70年ぶり2人目の高卒新人捕手の先発出場であった。この試合において、プロ初安打となる適時打を放つなど打っては2安打2打点、守っては先発の山野太一をリードしソフトバンク打線を7回1失点に抑え込む活躍を見せた。中村の一軍復帰に伴い、21日に登録を抹消された。

## 選手としての特徴・人物
遠投100mかつ二塁送球1.8秒台を記録した強肩とフットワークが持ち味の捕手。
名前の「叶（きょう）」は、同年に開催されたWBC第一回大会で日本代表が優勝した日（現地時間では3月20日）に誕生したことが由来。「WBCで日本の夢が叶った日、自分の夢も叶えてほしい」という願いから名付けられたという。

## 詳細情報

### 年度別打撃成績
| 年 度     | 球 団     | 試 合 | 打 席 | 打 数 | 得 点 | 安 打 | 二 塁 打 | 三 塁 打 | 本 塁 打 | 塁 打 | 打 点 | 盗 塁 | 盗 塁 死 | 犠 打 | 犠 飛 | 四 球 | 敬 遠 | 死 球 | 三 振 | 併 殺 打 | 打 率 | 出 塁 率 | 長 打 率 | O P S |
| --------- | --------- | ----- | ----- | ----- | ----- | ----- | -------- | -------- | -------- | ----- | ----- | ----- | -------- | ----- | ----- | ----- | ----- | ----- | ----- | -------- | ----- | -------- | -------- | ----- |
| 2024      | ヤクルト  | 2     | 4     | 4     | 0     | 2     | 0        | 0        | 0        | 2     | 2     | 0     | 0        | 0     | 0     | 0     | 0     | 0     | 1     | 0        | .500  | .500     | .500     | 1.000 |
| 通算：1年 | 通算：1年 | 2     | 4     | 4     | 0     | 2     | 0        | 0        | 0        | 2     | 2     | 0     | 0        | 0     | 0     | 0     | 0     | 0     | 1     | 0        | .500  | .500     | .500     | 1.000 |

- 2024年度シーズン終了時

### 年度別守備成績
| 年 度 | 球 団    | 捕手  | 捕手  | 捕手  | 捕手  | 捕手  | 捕手     | 捕手  | 捕手     | 捕手     | 捕手     | 捕手     |
| 年 度 | 球 団    | 試 合 | 刺 殺 | 補 殺 | 失 策 | 併 殺 | 守 備 率 | 捕 逸 | 企 図 数 | 許 盗 塁 | 盗 塁 刺 | 阻 止 率 |
| ----- | -------- | ----- | ----- | ----- | ----- | ----- | -------- | ----- | -------- | -------- | -------- | -------- |
| 2024  | ヤクルト | 2     | 4     | 1     | 0     | 0     | 1.000    | 0     | 0        | 0        | 0        | ----     |
| 通算  | 通算     | 2     | 4     | 1     | 0     | 0     | 1.000    | 0     | 0        | 0        | 0        | ----     |

- 2024年度シーズン終了時[注 1]

### 記録
初記録
- 初出場・初先発出場：2024年6月12日、対福岡ソフトバンクホークス1回戦（みずほPayPayドーム福岡）、8番・捕手で先発出場
- 初打席：同上、3回表に大津亮介から空振り三振
- 初安打・初打点：同上、4回表に大津亮介から左前決勝2点適時打

### 背番号
- 65（2024年 - ）